# Vorstoppzeit
Die Vorstoppzeit bezeichnet ein Verfahren der Filmproduktion, um vor Beginn der Dreharbeiten die ungefähre Länge des fertigen Films zu ermitteln.

## Verfahren
Dazu liest man die Dialoge des Drehbuchs bei laufender Stoppuhr vor und spielt die Szenen aus. Aufgrund der gestoppten Zeit lässt sich errechnen, wie lang die einzelnen Sequenzen und damit der gesamte Film ungefähr dauern werden. Der Produzent benötigt die Vorstoppzeit, um die Zahl der Drehtage und die Kosten der Produktion abschätzen zu können. Diese Tätigkeit ist Bestandteil und Aufgabe der Continuity.
Wird beim Vorstoppen des Drehbuchs festgestellt, dass die vorgegebene Filmlänge überschritten wird, so lässt sich durch Kürzungen im Drehbuch verhindern, dass unnötig viel Material gedreht wird, das später wieder herausgeschnitten werden müsste. Wenn dagegen herauskommt, dass der Film zu kurz werden würde, können noch Sequenzen ausgestaltet und eingehender erzählt oder zusätzliche Szenen geschrieben werden.